# Microsteira sclerophylla
Microsteira sclerophylla är en tvåhjärtbladig växtart som beskrevs av Arenes. Microsteira sclerophylla ingår i släktet Microsteira och familjen Malpighiaceae. Inga underarter finns listade i Catalogue of Life.